# Dwight Frye

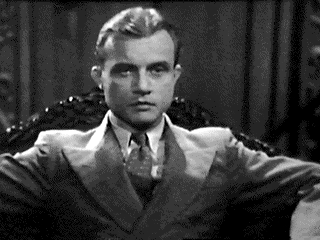
Dwight Frye (1932)

Dwight Frye (* 22. Februar 1899 in Salina, Kansas; † 7. November 1943 in Los Angeles, Kalifornien; eigentlich Dwight Iliff Fry) war ein US-amerikanischer Schauspieler.

## Leben

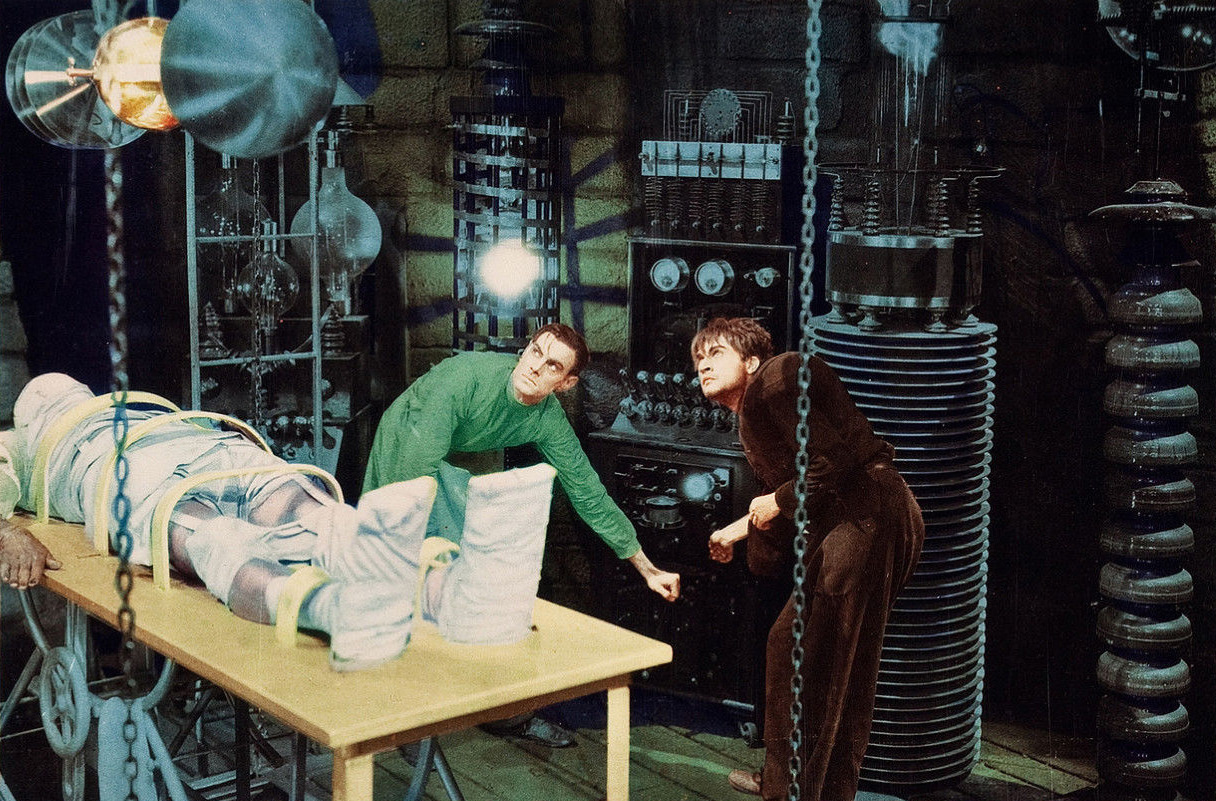
Colin Clive (links) und Dwight Frye (rechts) in Frankenstein, 1931

Der in Colorado aufgewachsene Dwight Frye studierte Musik und war in seiner Jugend ein talentierter Konzertpianist. Im Jahr 1918 schloss sich Frye der O. D. Woodward Company an und wurde Schauspieler am Broadway, wo er sich auf komödiantische Rollen spezialisierte. In Hollywood wurde er jedoch auf neurotische und schurkenhafte Charaktere festgelegt. In Dracula übernahm er die Rolle des von der Titelfigur beherrschten Renfield und in James Whales Frankenstein spielte er Fritz, den missgebildeten und verschlagenen Gehilfen von Dr. Frankenstein. Die Rolle des eher Mitleid erregenden Gangsters Wilmer Cook spielte Frye in der ersten Verfilmung von Dashiell Hammetts Roman Der Malteser Falke, ebenfalls im Jahr 1931.
Dwight Frye versuchte immer wieder, andere Charaktere spielen zu können, bekam seit Dracula allerdings nur Angebote für Mörder, Grabräuber, verrückte Wissenschaftler oder sonstige, neurotisch-mörderische Rollen. Als nach 1936 der Boom an Horrorfilmen in Hollywood beendet war, bekam Frye fast nur noch kleinere Rollen angeboten, meist ohne Nennung im Vorspann. Während er sich von einer B-Movie-Produktion zur nächsten spielte, arbeitete Frye zwischen den Engagements in der Flugzeugkonstruktion bei der Lockheed Aircraft Company. Als Frye sich 1943 auf eine Rolle als Kriegsminister im Spielfilm Wilson vorbereitete, erlag der  Schauspieler unerwartet mit nur 44 Jahren einem Herzinfarkt während einer Busfahrt. Er hinterließ seine Ehefrau Laura Mae Bullivant, mit der er seit 1928 verheiratet war, und einen Sohn im Kindesalter.
Nach seinem Tod wurde Frye durch seine Rollen zu einer kleinen Legende des Horrorfilms. Der amerikanische Schock-Rocksänger Alice Cooper sang auf dem Album Love It to Death 1971 das Lied Ballad Of Dwight Fry. Das Lied ist aus der Sicht eines Psychopathen, was somit eher auf die Rollen als auf die Persönlichkeit von Dwight Frye abzielt. In seiner Bühnenshow präsentiert Alice Cooper diesen Song bis heute in einer Zwangsjacke. Gegen Ende des Songs kann er sich aus dieser befreien und tötet seine „Aufseherin“.

## Filmografie (Auswahl)
- 1930: The Doorway to Hell
- 1931: Dracula
- 1931: Frankenstein
- 1931: Der Malteser Falke  (The Maltese Falcon)
- 1931: Charlie Chan – Der Tod ist ein schwarzes Kamel (The Black Camel)
- 1932: Attorney for the Defense
- 1932: Frisco Express – führerlos
- 1932: The Western Code
- 1933: The Circus Queen Murder
- 1933: The Vampire Bat
- 1933: Der Unsichtbare (The Invisible Man)
- 1935: Atlantic Adventure
- 1935: Frankensteins Braut (The Bride of Frankenstein)
- 1937: The Shadow
- 1937: Musik in den Fäusten (Something to Sing About)
- 1938: Who Killed Gail Preston?
- 1938: Mord, wie er im Buche steht (Fast Company)
- 1939: Der Mann mit der eisernen Maske (The Man in the Iron Mask)
- 1941: Mystery Ship
- 1941: The Devil Pays Off
- 1942: Don’t Talk (Kurzfilm)
- 1942: Frankenstein kehrt wieder (The Ghost of Frankenstein)
- 1943: Dead Men Walk
- 1943: Frankenstein trifft den Wolfsmenschen (Frankenstein Meets the Wolf Man)
- 1943: Auch Henker sterben (Hangmen Also Die!)
- 1943: Submarine Alert